# In Our Water
Pour plus de détails, voir Fiche technique et Distribution.
In Our Water est un film américain réalisé par Meg Switzgable, sorti en 1982.

## Synopsis
Une famille du New Jersey découvre que l'eau qu'elle consomme est empoisonnée à cause d'une pollution.

## Fiche technique
- Titre : In Our Water
- Réalisation : Meg Switzgable
- Scénario :
- Musique : Jeffrey Berman
- Photographie : Dick Blofson, Robert Chappell, Ken Kelsch et Barry Sonnenfeld
- Montage : Mona Davis
- Production : Meg Switzgable
- Société de production : Foresight Films
- Pays :  États-Unis
- Genre : Documentaire
- Durée : 60 minutes
- Dates de sortie : 
  -  États-Unis : 6 janvier 1982 (New York)

## Distinctions
Le film a été nommé à l'Oscar du meilleur film documentaire.